# Bryanovo pobřeží
Bryanovo pobřeží je pobřeží Antarktidy omývané  Bellingshausenovým mořem. Na západě na ně navazuje Englishovo pobřeží, na východě pokračuje pobřeží Englishovo. 
Východní část Bryanova pobřeží byla objevena během letů Antarctického programu Spojených států (1939–41) a výpravy Ronne Antarctic Research Expedition (1947–48). Celé pobřeží bylo zmapováno Geologickým průzkumem Spojených států a z fotografií Amerického námořnictva v letech 1961–67.
Pobřeží získalo název podle admirála George Sloan Bryana (1884–1964), hydrografa amerického námořnictva (1938–46) a vysokého důstojníka armády Spojených států, pod jehož velením získala polární geografie významné příspěvky. Jeho původní název Pobřeží George Bryana byl za účelem stručnosti zkrácen.